# Gare de Spydeberg
La gare de Spydeberg est une gare ferroviaire norvégienne de la ligne d'Østfold (Østre linje), située sur le territoire de la commune de Spydeberg.
Mise en service en 1882, c'est une gare de la Norges Statsbaner (NSB). Elle est distante de 44,63 km d'Oslo. 

## Situation ferroviaire
La gare de Spydeberg se situe entre les gares de Knapstad et d'Askim.

## Histoire
La gare fut mise en service lorsque la ligne de l'est reliant Ski - Mysen - Sarpsborg fut achevée en 1882. A l'été 2014, la gare a été équipée d'une passerelle afin de relier les deux quais.

## Service des voyageurs

### Accueil
C'est une gare sans personnel,  disposant d'abris pour les voyageurs, d'une salle d'attente et d'un automate  .

### Desserte
Spydeberg est desservie par des trains locaux en direction de Skøyen et de Rakkestad. 

### Intermodalités
Un parking, de 100 places, pour les véhicules et un parc à vélo y sont aménagés .